# 罗伯特·赫丁
罗伯特·赫丁（瑞典語：Robert Hedin，1966年2月2日—），瑞典男子手球运动员。他曾代表瑞典参加1992年和1996年夏季奥林匹克运动会手球比赛，共获得二枚银牌。2018年，他成为美国国家男子手球队主教练。